# L.T. Brogrens Bryggeri

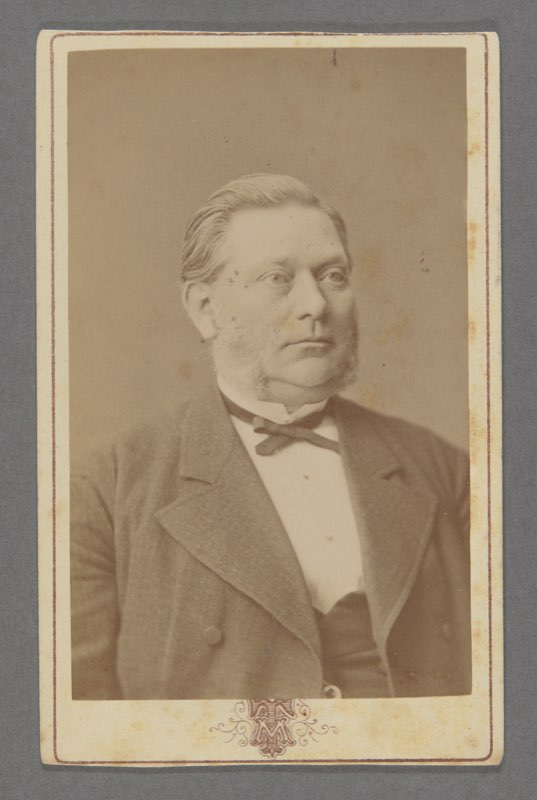
Bryggeriets grundare Ludvig Brogren. Foto: Maria Tesch

L.T. Brogrens Bryggeri AB, namngivet efter Ludvig Theodor Brogren, var ett svenskt bryggeri i Linköping som grundades 1865 av apotekaren och bryggaren Ludvig Brogren. Det låg från 1869 på Stångebrolyckorna vid Stångån i Tannefors. 
Ludvig Brogrens son Jon Brogren (1853–1927), som var bryggmästare, tog över ledningen av L.T. Brogrens Bryggeri efter fadern. År 1914 sammanslogs L.T. Brogrens bryggeri AB med AB Larssons Bryggeri och Linköpings Bryggeri AB, båda i Linköping, till AB Linköpings Förenade Bryggerier. Tillverkningen förlades till Brogrenska bryggeriet vid Stångån. År 1920 sammanslogs företaget med ett antal andra bryggerier i bland annat Falerum, Hultsfred, Högsby, Kisa, Mariannelund, Maspelösa, Mjölby, Motala, Oskarshamn (Oskarshamns Bryggeri), Vadstena och Vimmerby till AB Nya Centralbryggeriet med säte i Linköping och med Vimmerby bryggeri som huvudbryggeri. 
Flera av de då kvarvarande bryggerierna köptes 1954 av Stockholms Bryggerier.
Bryggeriet vid Stångån lades ned 1971 och revs senare. På tomten uppfördes 2002 det andra Hilton-hotellet i Sverige, numera Hotel Scandic Linköping City..